# Хејнс (Арканзас)
Хејнс (енгл. Haynes) град је у америчкој савезној држави Арканзас.

## Демографија
По попису из 2010. године број становника је 150, што је 64 (-29,9%) становника мање него 2000. године.
| Група             | 2000.       | 2010.       |
| Белци             | 32 (15,0%)  | 16 (10,7%)  |
| Афроамериканци    | 182 (85,0%) | 134 (89,3%) |
| Азијати           | 0 (0,0%)    | 0 (0,0%)    |
| Хиспаноамериканци | 0 (0,0%)    | 0 (0,0%)    |
| Укупно            | 214         | 150         |